# Muślin
Muślin:

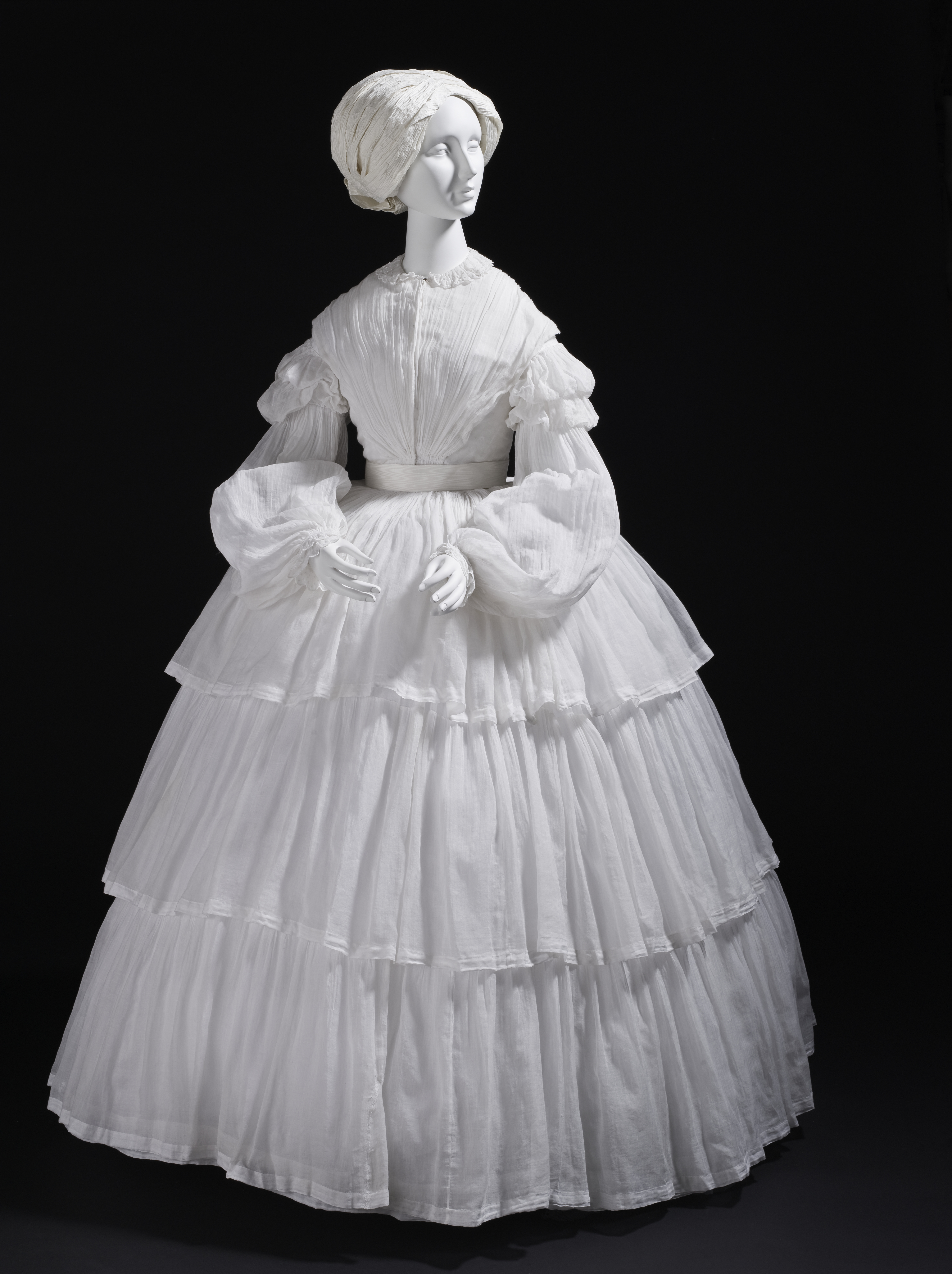
Suknia z muślinu, Europa, około roku 1855.

1. cienka tkanina jedwabna, bawełniana, wełniana. Nazwa pochodzi od miasta Mosul, ale w rzeczywistości muślin pochodzi z Dhaki.
2. szorstka tkanina introligatorska, zwykle bawełniana (zwana merlą) o rzadkim wątku i osnowie, usztywniona krochmalem lub klejem. Używana na falce do wyklejek książek oraz na taśmy przy szyciu maszynowym bloku książki.

Muślin, nazywany także "malmal", swoje początki ma w starożytnych Indiach, gdzie pierwotnie wyprodukowano go z delikatnego materiału znalezionego w okolicach rzeki Ganges. Charakteryzował się on wyjątkową lekkością i miękkością, gdyż był wykonany z bardzo cienkich nici. Już w starożytności muślin był ceniony za swoją niezwykłą jakość i traktowany jako towar luksusowy, eksportowany do różnych zakątków świata. 
Tradycyjny muślin, zazwyczaj wykonany z bawełny, powstaje poprzez proces przędzenia i tkactwa. Bawełna jest przędzona, tworząc delikatne nici, które następnie są tkane w taki sposób, aby uzyskać lekką i subtelnie wykończoną strukturę tkaniny. Po procesie tkackim, materiał może być poddany różnym obróbkom, takim jak wygładzanie, barwienie czy nadruk wzorów.